# La Chaze-de-Peyre
La Chaze-de-Peyre – miejscowość i dawna gmina we Francji, w regionie Oksytania, w departamencie Lozère. W 2013 roku populacja gminy wynosiła 310 mieszkańców. 
W dniu 1 stycznia 2017 roku z połączenia sześciu ówczesnych gmin – Aumont-Aubrac, La Chaze-de-Peyre, Fau-de-Peyre, Javols, Sainte-Colombe-de-Peyre oraz Saint-Sauveur-de-Peyre – utworzono nową gminę Peyre-en-Aubrac. Siedzibą gminy została miejscowość Aumont-Aubrac. 